# 김봉조 (1939년)
김봉조(1939년 4월 15일~)는 대한민국의 정치인이다. 제12·13·14대 국회의원을 지냈다.

## 역대 선거 결과
|  | 0% |

|  | 19.34% |

|  | 21.91% |

|  | 65.97% |

|  | 76.25% |